# Batuta

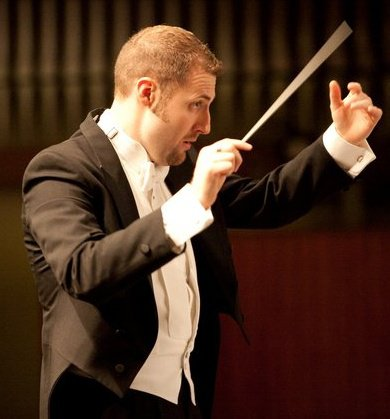
Un director de orquesta con su batuta.

Una batuta es una vara de la cual se sirve la mayoría de los directores de orquesta para dirigir una obra. Se valen también de las manos y los brazos.

## Definición
Etimológicamente proviene del participio pasivo del latín battire: batir el aire, y del italiano battuta: compás.

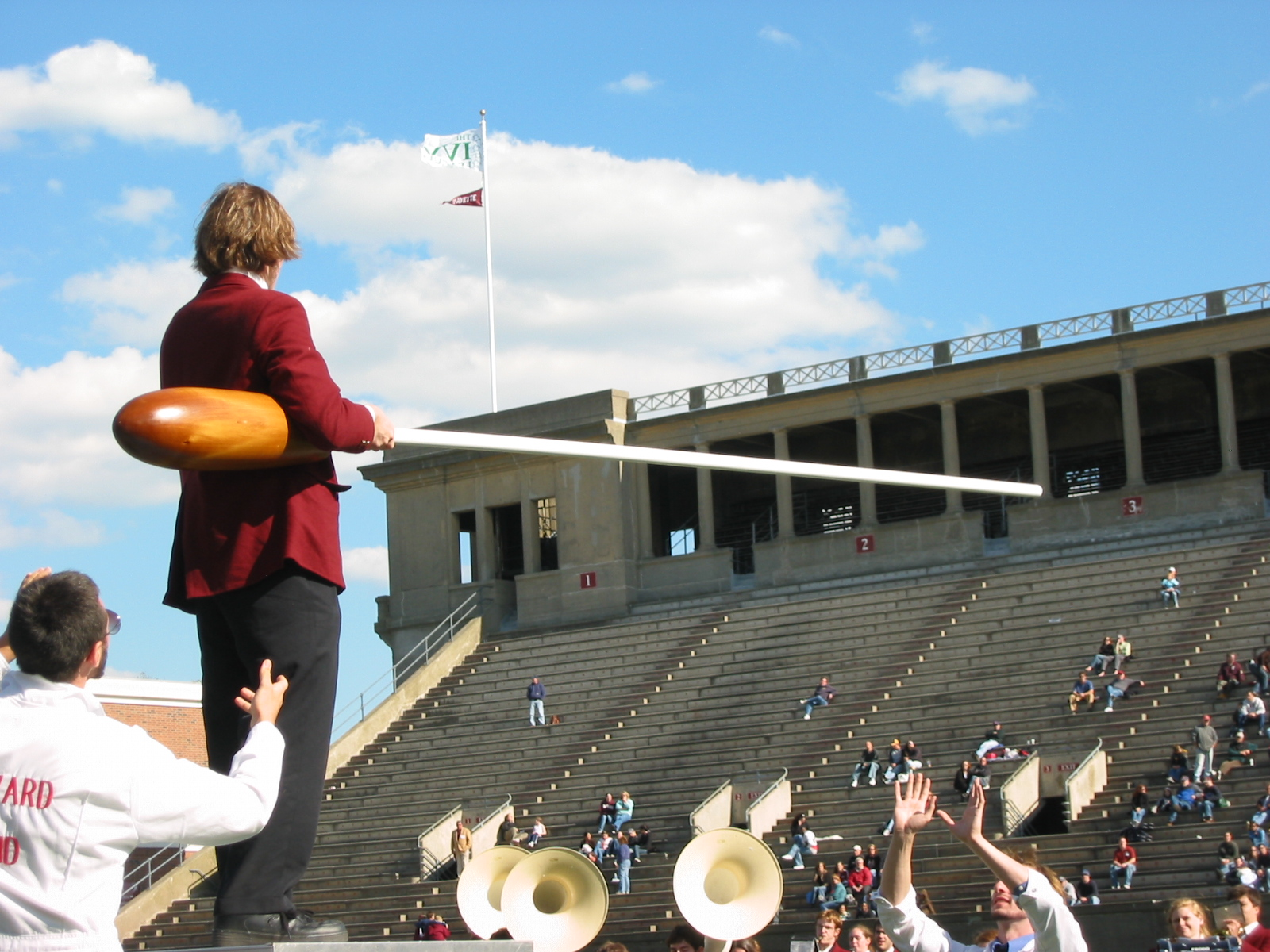
La mayor batuta –de alrededor de 3 metros– fue la utilizada en Harvard para dirigir Así habló Zaratustra el 14 de octubre de 2006.

La batuta se sostiene normalmente en la mano derecha, sin importar la predilección motora por una mano u otra de quién esté dirigiendo. La base se apoya en la palma, y los dedos índice y el pulgar se cierran sobre ella. Se mantiene con el brazo extendido a la altura de la cara, con la punta a la altura de los ojos, apuntando ligeramente hacia la izquierda y hacia adentro.
No se debe sostener con fuerza, pero tampoco con mucha soltura. Para un director, se supone que la batuta es simplemente una extensión especializada de su brazo.
Las batutas vienen graduadas en varios tamaños, y siempre están construidas de tal forma que se distribuye la mayor parte de su peso en la base, sostenida por el director cuando dirige. Lo habitual es que la batuta tenga el mismo tamaño que el brazo empezándose a contar desde el codo hasta el dedo anular, aunque también varía por gustos. Entre los materiales más comunes en su fabricación se destacan la madera (de abedul en algunos casos) y la fibra de vidrio o grafito.

## Historia
Antes del uso de la batuta, los conjuntos orquestales eran dirigidos desde el clavecín o por el primer violín principal. Los directores comenzaron utilizando arcos de violín o rollos de papel antes de la introducción de la batuta moderna.

### Antigüedad
El primer uso documentado de una vara de dirección en una actuación se remonta al 709 a. C., cuando el líder, "Ferecides de Patras, dador de ritmo",
...se colocó en el centro y se sentó en un asiento elevado, agitando una vara dorada, mientras los músicos de flauta y cítara se situaban en un círculo a su alrededor... cuando Ferecides dio la señal con su vara dorada, todos los hombres experimentados en el arte comenzaron en un mismo tiempo...

### Siglos XVI–XVIII
El 8 de enero de 1687, Jean-Baptiste Lully estaba dirigiendo un Te Deum para celebrar la reciente recuperación de Luis XIV de Francia de una enfermedad. Como era práctica común, marcaba el tiempo golpeando el suelo con una vara larga (precursora de la batuta; la palabra en francés bâton significa "vara") cuando se golpeó un dedo del pie, provocando un absceso. La herida se infectó con gangrena, pero Lully se negó a amputarse el dedo y la infección se extendió, lo que resultó en su muerte el 22 de marzo.
Testigos presenciales del estreno de Joseph Haydn de La Creación en abril de 1798 indican que Haydn usó una batuta para dirigir con sus manos. La princesa Eleonora von Liechtenstein comentó: "Haydn marcaba el tiempo con sus dos manos"; y un pariente sueco de Franz Berwald escribió: "en un nivel superior estaba el propio Haydn con su batuta".

### SigloXIX
La batuta comenzó a ganar popularidad entre 1820 y 1840. Las primeras batutas eran varas cónicas y estrechas de madera con un grabado de tres anillos cerca de la base, indicando el mango. La Orquesta de Halle reportó que Daniel Türk usó una batuta en 1810, con movimientos tan exuberantes que ocasionalmente golpeaba la lámpara sobre su cabeza, rociándose de vidrio.
Louis Spohr afirmó haber introducido la batuta en Inglaterra el 10 de abril de 1820, mientras dirigía su segunda sinfonía con la Sociedad Filarmónica en Londres. Los testigos señalaron que el director "se sienta allí y pasa las hojas de la partitura, pero después de todo, no puede, sin... su batuta, dirigir a su ejército musical". Es más probable que la utilizara en los ensayos en lugar de en el concierto. Fue en 1825 cuando George Smart informó que a veces "marcaba el tiempo al frente con una vara corta".
Cuando Felix Mendelssohn regresó a Londres en 1832, a pesar de la objeción de los directores de violines, se le animó a continuar usando su batuta. A pesar del desacuerdo inicial, la batuta fue de uso regular en la Filarmónica un año después.